# Вулф, Чед
Чед Ф. Вулф (англ. Chad F. Wolf; род. 1976) — и. о. министра внутренней безопасности США (2019—2021).

## Биография
Чед Вулф родился в Джэксоне (штат Миссисипи), а вырос в Техасе. Получил степень бакалавра искусств по истории в Южном методистском университете, а в 2013 году — магистра администрирования правительственных контрактов в университете Вилланова.
Участвовал в создании Администрации транспортной безопасности США после терактов 11 сентября 2001 года, затем с 2005 по 2017 год работал в лоббистской и консалтинговой фирме Wexler & Walker.
Пришёл в Министерство внутренней безопасности США сразу после вступления в должность президента Трампа в 2017 году — сначала вернулся в АТБ, затем возглавлял аппарат министра Кирстен Нильсен. С февраля 2019 года он исполнял обязанности заместителя министра внутренней безопасности, возглавляя Управление политики, стратегии и планирования, а 13 ноября 2019 года Сенат большинством в 54 голоса против 41 утвердил его в этой должности. 11 октября 2019 года исполняющий обязанности министра внутренней безопасности США Кевин Макалинан подал в отставку, и Белый дом последовательно выдвигал в качестве его преемников кандидатуры Кена Куччинелли и Марка Моргана (в прошлом оба исполняли обязанности руководителя Службы гражданства и иммиграции США и зарекомендовали себя сторонниками жёсткой политики в отношении нелегальной иммиграции), но офис юрисконсульта Министерства юстиции каждый раз давал отрицательное заключение, поскольку ни тот, ни другой, не отработали, согласно требованию закона, минимум 90 дней под руководством последнего министра внутренней безопасности, утверждённого Сенатом — Кирстен Нильсен.

### Исполняющий обязанности министра внутренней безопасности США
13 ноября 2019 года приведён к присяге и вступил в должность исполняющего обязанности министра внутренней безопасности.
24 августа 2020 года Дональд Трамп объявил, что выдвинет Вулфа на пост постоянного министра национальной безопасности.
30 сентября 2020 года сенатский Комитет по внутренней безопасности поддержал назначение Вулфа, при этом голоса распределились строго в соответствии с партийной принадлежностью сенаторов.
14 ноября 2020 года федеральный судья Николас Гарофис вынес решение о незаконности назначения Вулфа на должность и, следовательно, незаконности объявленной им 28 июля приостановки действия закона DACA, защищающего от депортации нелегальных иммигрантов, привезённых в США детьми.
7 января 2021 года Вулф осудил захват Капитолия сторонниками президента Трампа, назвав это событие «трагическим и печальным», а также призвал главу государства осудить случившееся. Менее, чем через три часа Трамп объявил об отзыве им из Сената кандидатуры Вулфа на постоянное замещение должности министра внутренней безопасности.
11 января 2021 года, за девять дней до истечения срока полномочий кабинета Трампа, ушёл в отставку, мотивируя этот шаг последними событиями, а также судебным решением о незаконности его пребывания в кресле министра, но остался в должности заместителя министра внутренней безопасности по стратегии, политике и планированию, на которой был утверждён Сенатом.